# Джефф Роупер
Джефф Роупер (англ. Geoff Roper; нар. 1 січня 1964) — колишній канадський тенісист.
Найвищу одиночну позицію світового рейтингу — 437 місце досяг 15 лютого 1988, парну — 305 місце — 15 лютого 1988 року.

## Фінали ATP Челленджер

### Парний розряд: 1 (0–1)
| Результат | Дата     | Турнір          | Покриття | Партнер      | Суперники               | Рахунок       |
| --------- | -------- | --------------- | -------- | ------------ | ----------------------- | ------------- |
| Поразка   | Гру 1987 | Іст-Лондон, ПАР | Тверде   | Стефан Медем | Люк Єнсен Байрон Талбот | 3–6, 7–5, 4–6 |